# Niskanselkä (del av en sjö, lat 64,47, long 26,92)
Niskanselkä är en del av sjön Ule träsk i Finland. Den ligger i Vaala i landskapet Kajanaland, i den centrala delen av landet, 500 km norr om huvudstaden Helsingfors. Niskanselkä ligger 119 meter över havet.